# Sở Giao dịch Hàng hóa Việt Nam
Sở Giao dịch Hàng hóa Việt Nam (Mercantile Exchange Of VietNam - MXV) là đơn vị tổ chức thị trường giao dịch hàng hóa tập trung quy mô cấp quốc gia đầu tiên tại Việt Nam, dưới sự quản lý trực tiếp của Bộ Công Thương.
Được thành lập vào ngày 01/09/2010, theo giấy phép số 4596/GP-BCT, chính thức được liên thông với các Sở Giao dịch thế giới theo Nghị định số 51/2018/NĐ-CP ngày 09/04/2018, MXV hiện nay đã có 32 Thành viên Kinh doanh và 04 Thành viên Môi giới trên khắp các tỉnh, thành phố lớn của Việt Nam.
MXV cung cấp hệ thống giao dịch tiêu chuẩn quốc tế, các công cụ bảo hiểm rủi ro về giá nguyên liệu đầu vào cho các doanh nghiệp và nhà đầu tư tham gia thị trường.

## Lịch sử
Giai đoạn năm 2000 – 2006: Một số Sàn Giao dịch chuyên biệt như: Hạt điều; Thủy sản; Cà phê được thành lập tại Việt Nam nhưng hoạt động không hiệu quả. Bên cạnh đó, khung pháp lý cho hoạt động giao dịch hàng hóa tập trung chưa hoàn chỉnh dẫn tới các Sàn này phải dừng hoạt động.
Giai đoạn năm 2006 – 2016: Ngày 28/12/2006, Thủ tướng Chính phủ ban hành Nghị định số 158/2006/NĐ-CP quy định chi tiết Luật Thương mại về việc thành lập Sở Giao dịch Hàng hóa và hoạt động mua bán hàng hoá qua Sở Giao dịch Hàng hóa. Ngày 01/09/2010, Sở Giao dịch Hàng hóa Việt Nam được thành lập và bắt đầu đi vào hoạt động nhưng chưa phát huy được vai trò vì không được liên thông với thị trường quốc tế.
Giai đoạn năm 2016 – 2018: Nghị định 51/2018/NĐ-CP ngày 09/04/2018 sửa đổi bổ sung Nghị định 158/2006/NĐ-CP được ban hành, Sở Giao dịch Hàng hóa Việt Nam chính thức kết nối liên thông với thị trường giao dịch hàng hóa quốc tế kể từ ngày 17/08/2018.
Giai đoạn năm 2018 – 2021: Sau 3 năm kể từ khi được liên thông với thị trường thế giới, quy mô của Sở Giao dịch Hàng hóa Việt Nam đã phát triển mạnh mẽ với 32 Thành viên Kinh doanh và 4 Thành viên Môi giới toàn quốc, niêm yết giao dịch 38 mặt hàng.
Giai đoạn năm 2021 – 2023: Đưa vào vận hàng hệ thống quản trị giao dịch hàng hóa lớn và hiện đại nhất tại Việt Nam (M-system). Tháng 06/2023, chính thức niêm yết giao dịch Hợp đồng quyền chọn (Options).

## Mô hình vận hành thị trường

Mô hình vận hàng thị trường của Sở Giao dịch Hàng hóa Việt Nam (MXV)

Sở Giao dịch Hàng hóa Việt Nam được vận hành theo mô hình chuẩn quốc tế, các Thành viên Kinh doanh và Thành viên Môi giới trực thuộc Sở sẽ trực tiếp hỗ trợ các nhà đầu tư. Các chức năng của các đối tượng tham gia thị trường được phân định rõ ràng, đảm bảo sự chuyên biệt để thị trường được vận hành tối ưu.
MXV và các Thành viên tuân thủ nghiêm ngặt các quy định pháp luật Việt Nam hiện hành, quy định của các Sở Giao dịch liên thông; triệt tiêu tình trạng thao túng giá, đảm bảo thị trường vận hành minh bạch, chuyên nghiệp, hiệu quả.

## Các chức năng nghiệp vụ
Sở Giao dịch Hàng hóa Việt Nam thực hiện các chức năng thị trường toàn diện bao gồm: Giao dịch, Bù trừ, Thanh toán, Giao nhận; Cung cấp thông tin thị trường; Quản lý Thành viên; Giao dịch các loại hợp đồng hàng hóa theo tiêu chuẩn quốc tế.
MXV cung cấp thông tin thống kê và phân tích thị trường toàn diện bao gồm: Bộ chỉ số hàng hóa MXV–Index và các chỉ số Nông sản, Công nghiệp, Kim loại, Năng lượng; tổng hợp giá hàng hóa cuối ngày và phân tích diễn biến thị trường trong ngày.
MXV xây dựng và triển khai các công cụ quản trị rủi ro, bảo hiểm giá hàng hóa trước các diễn biến thị trường; đồng thời ban hành các văn bản quy phạm phục vụ cho hoạt động tổ chức, quản lý thị trường giao dịch hàng hóa tại Việt Nam.

## Hệ thống các Sở liên thông
Trong 3 năm từ 2018 đến 2021, Sở Giao dịch Hàng hóa Việt Nam đã kết nối liên thông với 6 Sở Giao dịch Hàng hóa lớn trên thế giới, khẳng định vị thế trên bản đồ thị trường giao dịch hàng hóa tập trung quốc tế, bao gồm:
- Sở Giao dịch Hàng hóa Chicago – CME Group (bao gồm các sở giao dịch CBOT, CME, COMEX, NYMEX)
- Sở Giao dịch liên lục địa – ICE (bao gồm các Sở giao dịch ICE US, ICE EU, ICE Singapore)
- Sở Giao dịch Kim loại London – London Metal Exchange (LME)
- Sở Giao dịch Hàng hóa Osaka Exchange – OSE
- Sở Giao dịch Hàng hóa Singapore – SGX
- Sở Giao dịch Phái sinh Bursa Malaysia Derivatives Berhad – BMD.

== Các sản phẩm niêm yếtRobusta, cà phê Arabica, cacao, bông, đường trắng, đường 11, cao su RSS3, cao su TSR20, dầu cọ thô.
- Kim loại: Bạch kim, bạc, đồng COMEX, đồng LME, quặng sắt, nhôm, niken, kẽm, thiếc, chì.
- Năng lượng: dầu Brent, dầu Brent mini, dầu WTI, dầu WTI mini, dầu WTI micro, dầu ít lưu huỳnh, khí tự nhiên, khí tự nhiên mini, xăng pha chế.

## Các loại giao dịch hợp đồng
Sở Giao dịch Hàng hóa Việt Nam cung cấp đầy đủ các loại giao dịch hợp đồng bao gồm: Hợp đồng kỳ hạn tiêu chuẩn (Futures); Hợp đồng quyền chọn (Options); Hợp đồng chênh lệch giá (Spread); các sản phẩm cấu trúc, là phức hợp của giao dịch kỳ hạn và  dịch quyền chọn.

## Hệ thống giao dịch
Sở Giao dịch Hàng hóa Việt Nam ký hợp tác chiến lược với các đối tác công nghệ toàn cầu, đảm bảo hệ thống giao dịch đạt chất lượng tối ưu theo tiêu chuẩn thế giới hiện nay:
- Hệ thống khớp lệnh và tính giá tại các Sở Giao dịch liên thông (CME Group; ICE-US; ICE-EU; LME; OSE; SGX; BMD ...)
- Hệ thống giao dịch, luân chuyển lệnh và lưu trữ dữ liệu cùng các công cụ tích hợp do Công ty Công nghệ đa quốc gia CQG – Công ty công nghệ lâu đời và uy tín bậc nhất thế giới có trụ sở tại Mỹ cung cấp; đảm bảo hiệu suất cao và tiện lợi cho nhà đầu tư khi giao dịch.
- Hệ thống phần mềm quản trị giao dịch M-System với giao diện thân thiện dành cho Nhà đầu tư và Thành viên.

## Hoạt động truyền thông
Sở Giao dịch Hàng hóa Việt Nam cung cấp thông tin về thị trường giao dịch hàng hóa trên Bản tin Tài chính Kinh doanh hàng ngày của Đài truyền hình Việt Nam VTV; chuyên mục thị trường trên các báo lớn như báo Nhân dân, báo Tin tức Thông tấn xã Việt Nam, báo Công Thương, báo Vietnamnet, trang thông tin điện tử tổng hợp CafeF,...

## Hoạt động đào tạo
Sở Giao dịch Hàng hóa Việt Nam thường xuyên tổ chức các khóa tập huấn nghiệp vụ định kỳ, phổ cập kiến thức cho Thành viên Kinh doanh, Thành viên Môi giới và các nhà đầu tư.
MXV phối hợp với các trường đại học, học viện trong nước tổ chức các hội thảo khoa học chia sẻ các thông tin về lĩnh vực giao dịch hàng hóa cũng như định hướng nghề nghiệp và nhận được phản hồi tích cực của các bạn sinh viên, các nhà nghiên cứu, thầy cô và lãnh đạo các Viện, Trường như: Học viện Tài chính, Học viện Ngân hàng, Học viện Chính sách và Phát triển, Đại học Đại Nam,...
Đặc biệt, MXV đã cùng các Sở Giao dịch liên thông tổ chức các hội thảo quy mô quốc tế, nổi bật là thành công của Hội thảo cà phê với Sở ICE tháng 9/2021 và Hội thảo kim loại Đồng với Sở LME tháng 12/2021 nhận được sự quan tâm của 2000 doanh nghiệp và nhà đầu tư trong nước.

## Các Hiệp hội tham gia
Tính đến hết năm 2021, Sở Giao dịch Hàng hóa Việt Nam là thành viên của 9 Hiệp hội lớn trong nước, bao gồm: Hiệp hội Cà phê Ca cao Việt Nam, Hiệp hội Thép Việt Nam, Hiệp hội Xăng dầu Việt Nam, Hiệp hội Vận tải Ô tô Việt Nam, Hiệp hội Điều Việt Nam, Hiệp hội Hồ tiêu Việt Nam, Hiệp hội Dây cáp điện Việt Nam, Hiệp hội Bông Việt Nam, Hiệp hội Doanh nghiệp nhỏ và vừa Việt Nam.